# Belmont (Wirginia Zachodnia)
Belmont – miasto w Stanach Zjednoczonych, w stanie Wirginia Zachodnia, w hrabstwie Pleasants.